# Юань Шао
Юань Шао (кит. 袁紹; — 202) — влиятельный китайский полководец эпохи Троецарствия, член знатного рода Юаней. Старший брат Юань Шу. Возглавлял восстание военачальников империи Хань против Дун Чжо, захватившего императора Сянь-ди и фактически управлявшего страной. Во время последовавшей после этого гражданской войны контролировал северные территории Китая. Успешно воевал с Гунсунь Цзанем. В 200 году начал войну против Цао Цао, но потерпел несколько поражений, в том числе в битве при Гуаньду, после которой его влияние резко ослабло. В 202 году Юань Шао скончался. После его смерти сыновья Юань Шао Юань Тань, Юань Си и Юань Шан начали междоусобицу за его наследство, но были быстро покорены Цао Цао.
Роман Ло Гуаньчжуна «Троецарствие» описывает Юань Шао как упрямого и своенравного человека, часто пренебрегающего советами своих военачальников и в то же время легко поддающегося на клевету и провокации.

## Отсылки в современной культуре
- Юань Шао присутствует в сериях компьютерных игр компании Koei Dynasty Warriors и Dynasty Tactics, компьютерной игре Romance of the Three Kingdoms и стратегии Total War: Three Kingdoms.
- Так же Юань Шао присутствует в анимационном сериале и одноимённой манге Souten Kouro